# Орден Червоного Прапора Азербайджанської РСР
Орден Червоного Прапора Азербайджанської РСР — державна нагорода Радянського Азербайджану. Існував з 1920 по 1933 рік і був першим після РРФСР республіканським орденом.  

## Опис
Овальної форми срібний позолочений орден розмірами 5 х 4,5 см облямований із двох сторін дубовими вінками. У верхній частині розгорнутий праворуч прапор із червоної емалі, на якому написано друкованими літерами «Пролетарі всіх країн, з'єднуйтесь!». Над ними ж – азербайджанський еквівалент тих самих слів (арабською графікою). 

## Історія
У квітні 1920 року Червона Армія окупувала Азербайджан і ліквідувала Азербайджанську Демократичну республіку. Азербайджан був проголошений радянською республікою. Нова більшовицька влада Азербайджану вирішила створити власний орден — орден Червоного Прапора Азербайджанської РСР. Автором ескізу цього ордену є Ібрагім Ага оглу Векілов, начальник військово-топографічного відділення оперативно-мобілізаційного відділу штабу Народного комісаріату з військових та морських справ республіки. В основу ескізу покладено малюнок ордена Червоного Прапора РРФСР. Це було зроблено невипадково: зовнішня схожість бойових нагород РРФСР та Азербайджанської РСР мала підкреслити єдність військово-політичних цілей, які переслідувало заснування всіх радянських нагород. 
Першим кавалером ордену став радянський воєначальник Михайло Єфремов, який за взяття Баку у квітні 1920 року був нагороджений орденом за №1 13 червня 1920 року. Через місяць Єфремов отримав другий орден — за придушення антибільшовицького повстання у Гянджі. Таким чином Єфремов став єдиною особою яка була нагороджена двома орденами Червоного Прапора Азербайджанської РСР. 
Після заснування у 1924 році загальносоюзного ордена Червоного Прапора нагородження республіканськими орденами поступово припинилися. Остаточно орден припинили вручати у 1933 році.

## Нагороджені
За весь час існування орденом Червоного Прапора Азербайджанської РСР були нагороджені 53 особи, з них 1 (М. Г. Єфремов) — двічі. Серед нагороджених були М. Г. Єфремов, С. М. Будьонний, М. Д. Великанов, О. І. Єгоров, А. І. Геккер, М. В. Куйбишев. 